# Liste der Kulturgüter in Russikon
Die Liste der Kulturgüter in Russikon enthält alle Objekte in der Gemeinde Russikon im Kanton Zürich, die gemäss der Haager Konvention zum Schutz von Kulturgut bei bewaffneten Konflikten, dem Bundesgesetz vom 20. Juni 2014 über den Schutz der Kulturgüter bei bewaffneten Konflikten sowie der Verordnung vom 29. Oktober 2014 über den Schutz der Kulturgüter bei bewaffneten Konflikten unter Schutz stehen.
Objekte der Kategorie A sind im Gemeindegebiet nicht ausgewiesen, Objekte der Kategorie B sind vollständig in der Liste enthalten, Objekte der Kategorie C fehlen zurzeit (Stand: 1. Januar 2023). Unter übrige Baudenkmäler sind weitere geschützte Objekte zu finden, die im Verzeichnis der Objekte von überkommunaler Bedeutung der kantonalen Denkmalpflege zu finden und nicht bereits in der Liste der Kulturgüter enthalten sind.

## Kulturgüter
| Foto | | Objekt                                                                        | Kat. | Typ | Standort                                  | Beschreibung |
| ---- | --- | ----------------------------------------------------------------------------- | ---- | --- | ----------------------------------------- | ------------ |
| ja   | Datei hochladen · Wikidata zu Furtbüel, bronzezeitliche und hallstattzeitliche Höhensiedlung (Q29933067) | Furtbüel, bronzezeitliche und hallstattzeitliche Höhensiedlung KGS-Nr.: 07642 | B    | F   | 700850 / 251450                           |              |
| ja   | Datei hochladen · Wikidata zu Burgstelle Wildberg (Q29933068)                                            | Gündisau / Schlossberg, mittelalterliche Burgstelle Wildberg KGS-Nr.: 07643   | B    | F   | 703150 / 251380                           |              |
| ja   | Datei hochladen · Wikidata zu Reformierte Kirche mit Pfarrhaus (Q29933070)                               | Reformierte Kirche mit Pfarrhaus KGS-Nr.: 07644                               | B    | G   | Im Berg 2 / Kirchgasse 32 700778 / 250341 |              |

## Übrige Baudenkmäler
| ID       | Foto |                 | Objekt                                               | Kat.    | Typ | Standort                                        | Beschreibung |
| -------- | ---- | --------------- | ---------------------------------------------------- | ------- | --- | ----------------------------------------------- | ------------ |
| 17800099 | ja   | Datei hochladen | Trafostation K 140-Turm                              | B kant. | G   | Madetswil, Hinterdorf 12a 702218 / 251995       |              |
| 17800215 | ja   | Datei hochladen | Schule Balmwiesen, Schulgebäude                      | B reg.  | G   | Madetswil, Balmwiesenstrasse 3 701743 / 251862  |              |
| 17800216 | ja   | Datei hochladen | Schule Balmwiesen, Abwartswohnhaus                   | B reg.  | G   | Madetswil, Balmwiesenstrasse 3a 701759 / 251842 |              |
| 17800220 | ja   | Datei hochladen | Bläsimühle, ehemalige Mühle, Ferienheim              | B reg.  | G   | Madetswil, Bläsimühle 7 702979 / 252507         |              |
| 17800221 | ja   | Datei hochladen | Bläsimühle, ehemalige Mühlescheune                   | B reg.  | G   | Madetswil, Bläsimühle 21.1 702963 / 252465      |              |
| 17800223 | ja   | Datei hochladen | Bläsimühle, ehemalige Remise                         | B reg.  | G   | Madetswil, Bläsimühle 7.1 702965 / 252524       |              |
| 17800294 | ja   | Datei hochladen | Kleinbauernhaus / Reihenflarz, Hausteile 1+2         | B reg.  | G   | Gündisau, Sagiweg 3, 5 703408 / 250688          |              |
| 17800337 | ja   | Datei hochladen | Doppelbauernhaus, Hausteil 1                         | B kant. | G   | Gündisau, Dorfstrasse 10 703323 / 250514        |              |
| 17800339 | ja   | Datei hochladen | Doppelbauernhaus, Hausteil 2                         | B kant. | G   | Gündisau, Dorfstrasse 8 703309 / 250519         |              |
| 17800453 | ja   | Datei hochladen | Flarzensemble Sennhof, Reihenflarz West (Hausteil 3) | C       | G   | Sennhof 701786 / 249700                         |              |
| 17800963 | ja   | Datei hochladen | Doppelbauernhaus Leuenbank mit Anbau                 | B reg.  | G   | Dorfstrasse 21, 23 700910 / 250039              |              |
| 17801074 | ja   | Datei hochladen | Doppelbauernhaus mit Scheune                         | B reg.  | G   | Berggasse 16 / Rosengasse 1 700802 / 250138     |              |
| 17801176 | ja   | Datei hochladen | Primarschule Sunneberg, Schulhaus I                  | B reg.  | G   | Schulweg 3 700924 / 250346                      |              |
| 17801182 | ja   | Datei hochladen | Reformiertes Pfarrhaus                               | B kant. | G   | Kirchgasse 32 700783 / 250319                   |              |

Legende: Im Wesentlichen siehe Legende der Liste der Kulturgüter von nationaler und regionaler Bedeutung, mit folgenden Ausnahmen:
- Anstelle der KGS-Nummer wird als Objekt-Identifikator (ID) die Inventarnummer im Verzeichnis der Objekte von überkommunaler Bedeutung des kantonalen Denkmalschutzamtes verwendet.
- Bei den Kategorien wird wie folgt unterschieden: B kant. = Objekt von kantonaler Bedeutung (Kanton Zürich); B reg. = Objekt von regionaler Bedeutung (Kanton Zürich).